# 坎迪利切拉
坎迪利切拉，是西班牙卡斯蒂利亚-莱昂索里亚省的一个市镇。总面积45平方公里，总人口213人（2001年），人口密度5人/平方公里。